# Konsulat Generalny Rzeczypospolitej Polskiej w Lipsku

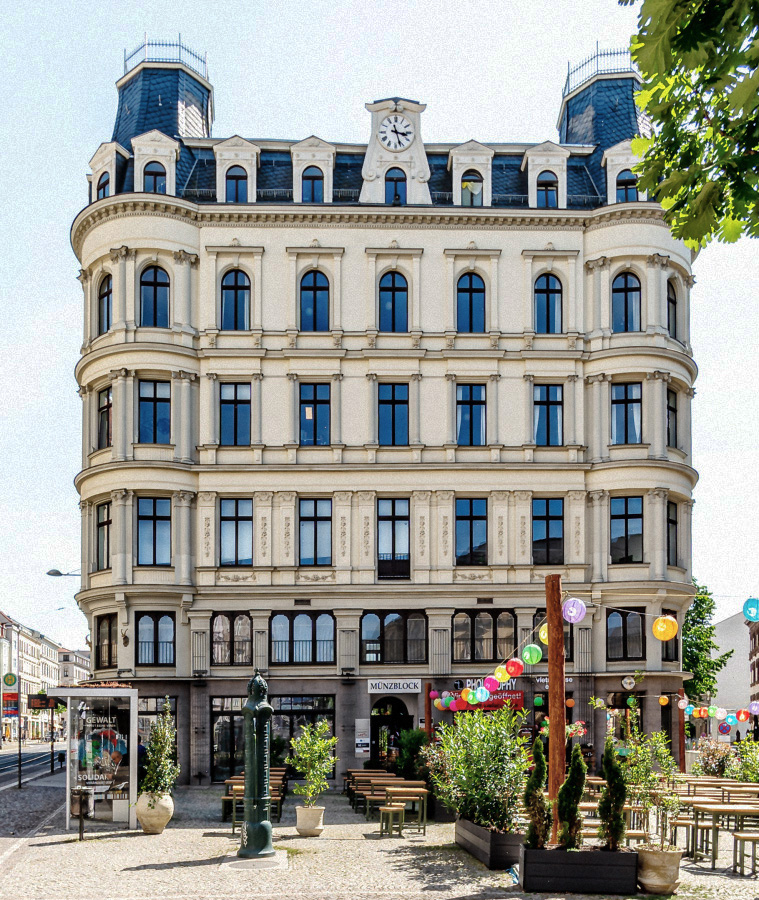
b. siedziba Konsulatu RP w Lipsku przy Peterssteinweg 10 (1923)

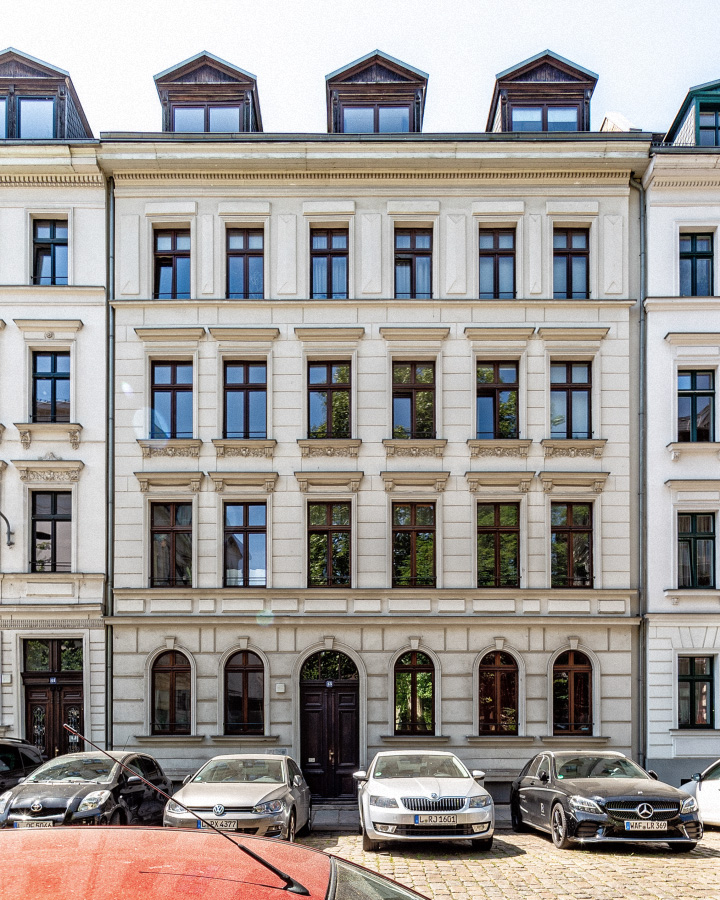
b. siedziba Konsulatu RP w Lipsku przy Hauptmannstraße 13 (1923)

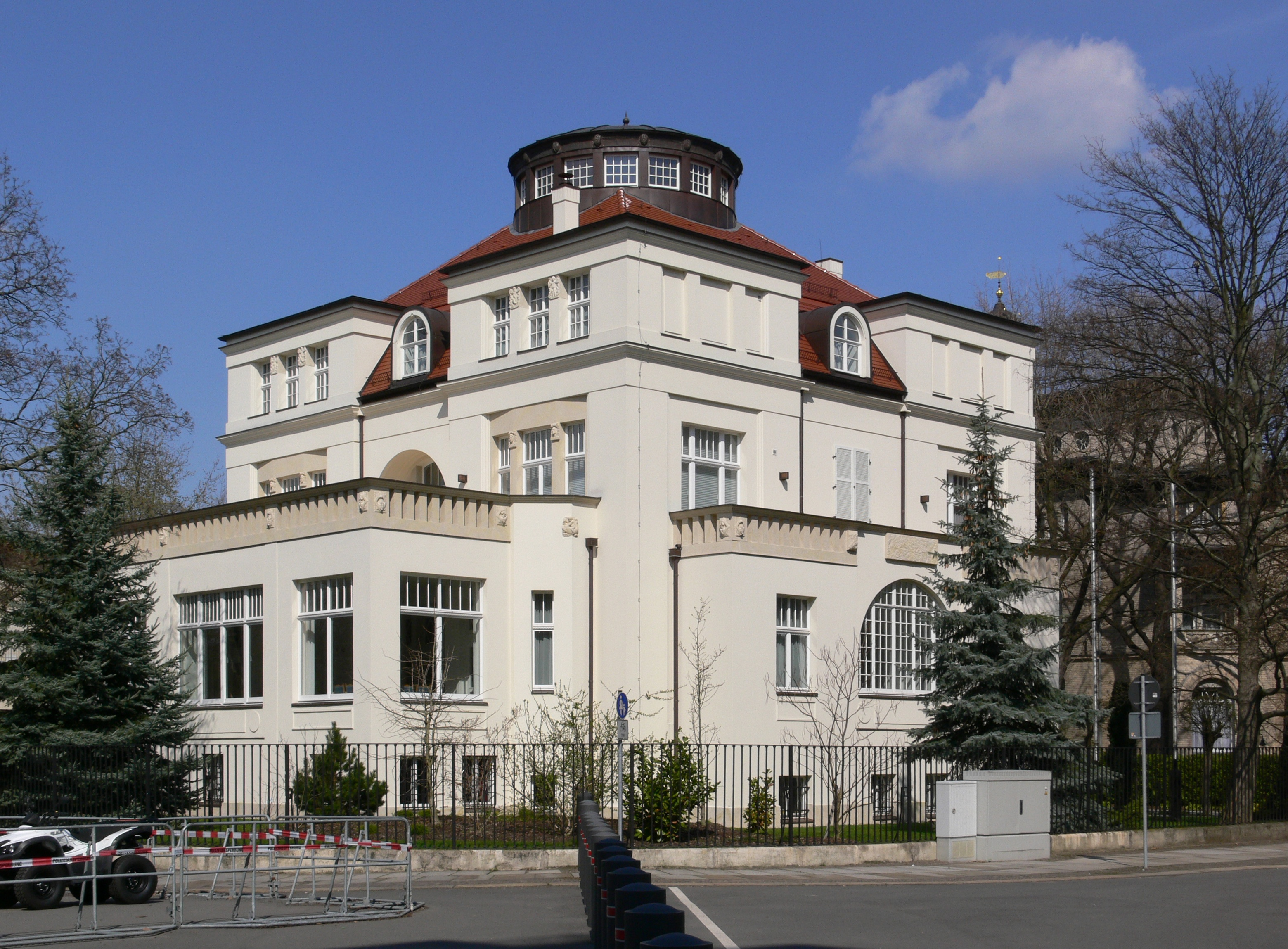
Villa Ury – b. siedziba Konsulatu RP w Lipsku Wächterstraße 32 (1937–1939)

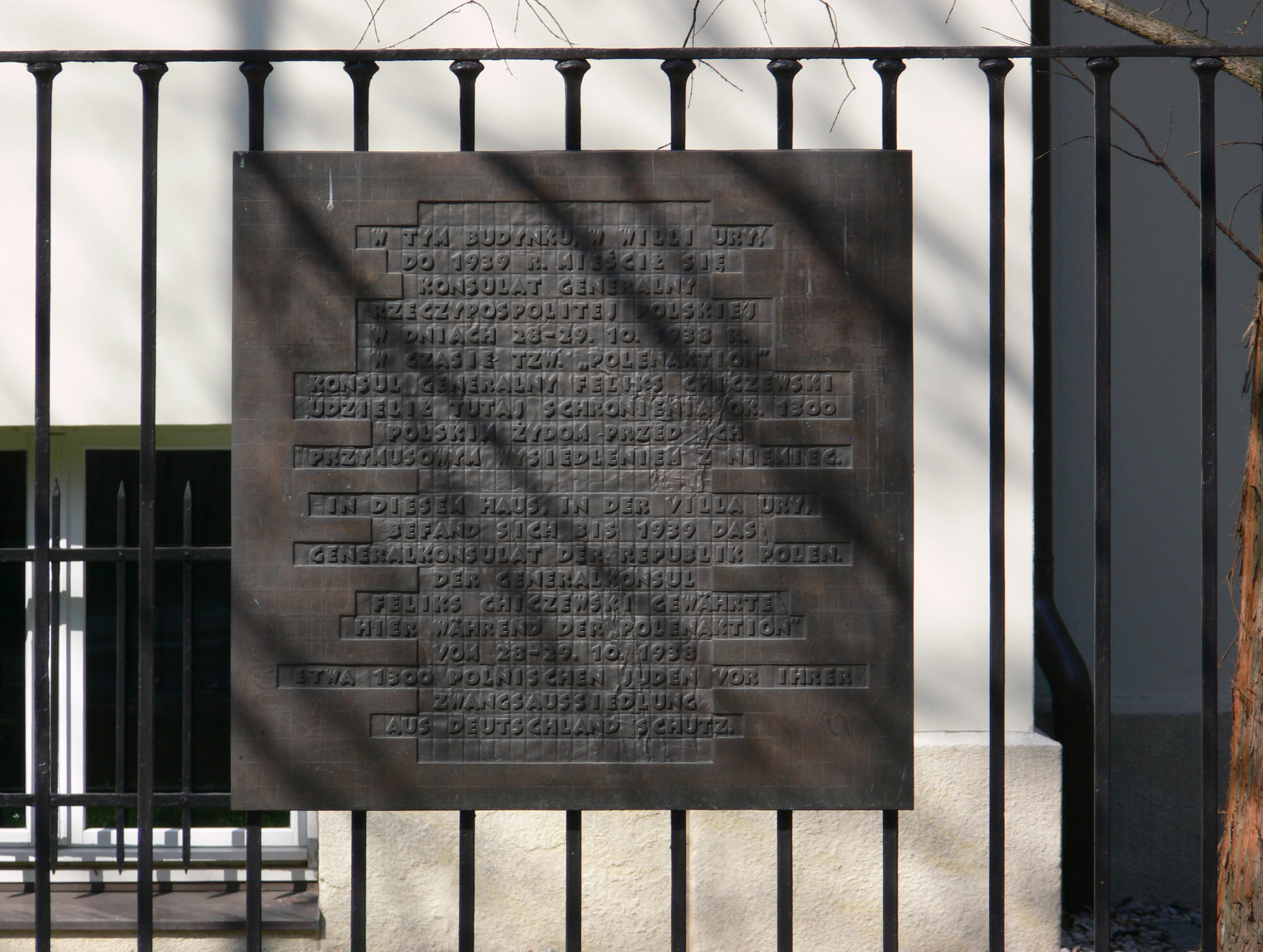
Okolicznościowa tablica na b. siedzibie konsulatu RP w Lipsku przy Wächterstraße 32 upamiętniająca fakt pomocy w 1938 1300 polskim żydom

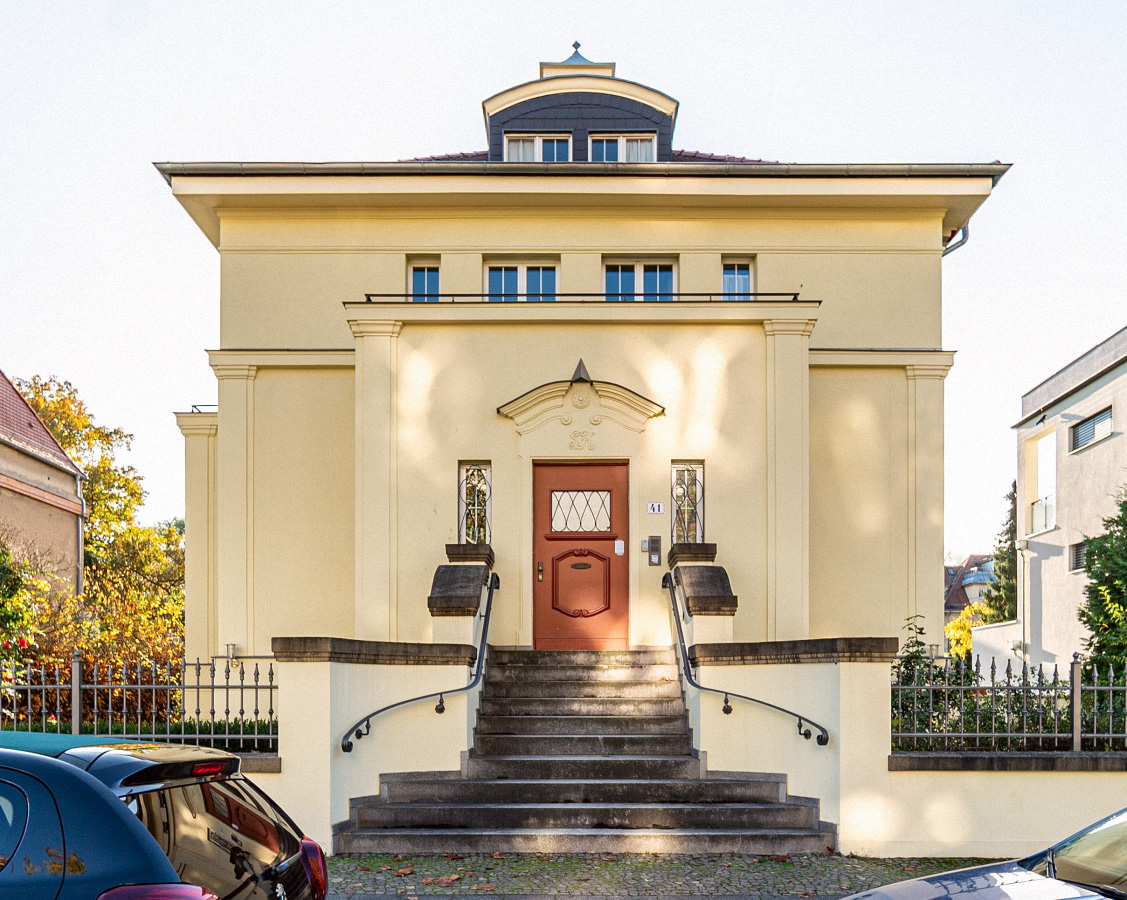
b. siedziba konsulatu PRL w Lipsku przy Poetenweg 41 (1974–1981)

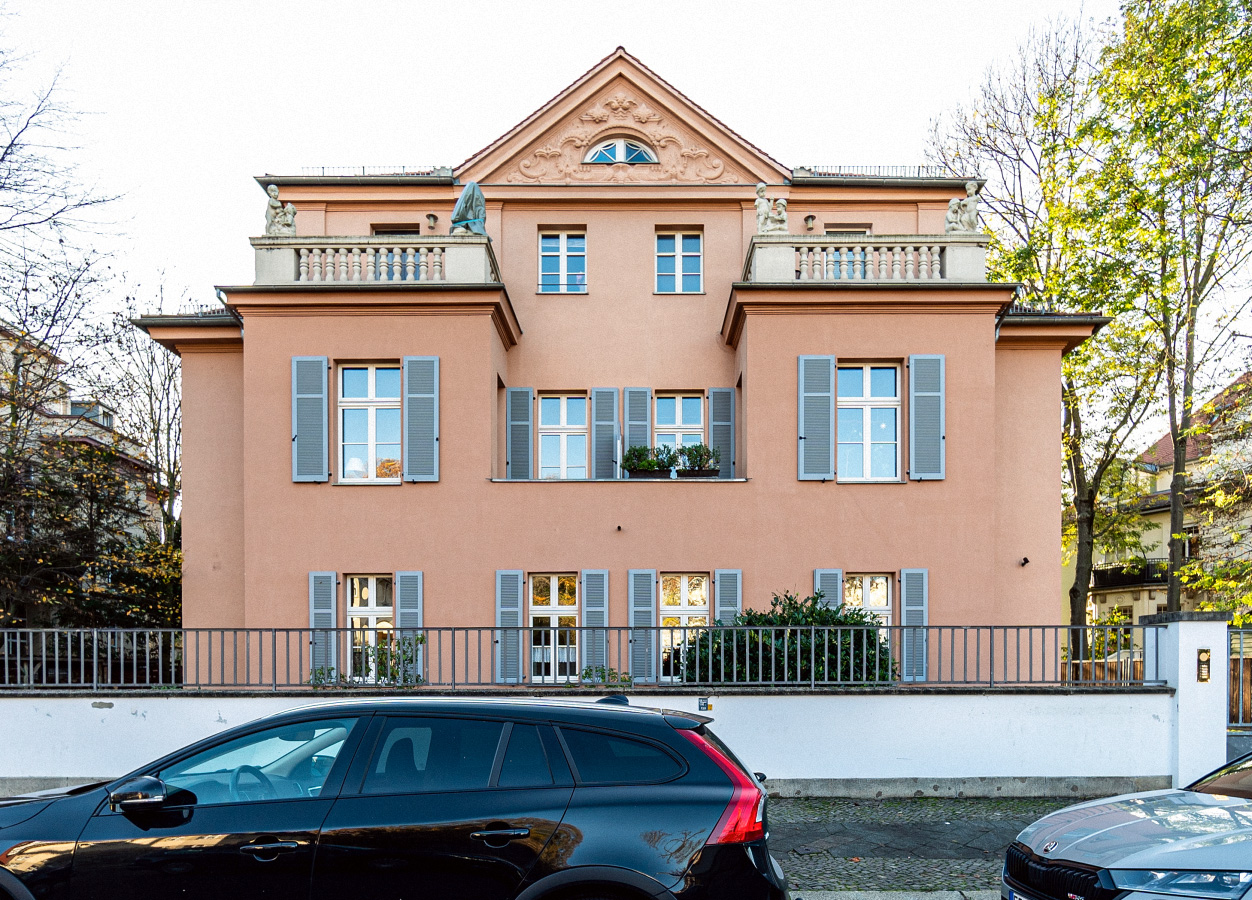
b. siedziba konsulatu RP w Lipsku przy Poetenweg 51 (1997–2000)

Konsulat Generalny Rzeczypospolitej Polskiej w Lipsku (niem. Generalkonsulat der Republik Polen in Leipzig) – polska placówka konsularna działająca w tym mieście w latach 1926–1939 oraz 1972–2008.

## Siedziba

### w okresie międzywojennym
Konsulat powołano w Lipsku w 1923 z siedzibą w biurowcu/budynku mieszkalnym  „Münzblock” z 1874 (proj. Daniel Gottlob Vogel) przy Petersteinweg 10, w domu mieszkalnym z 1872 przy Hauptmannstrasse 13 (1923), przy Gellertstraße 7 (1926–1930), Plagwitzer Straße/Helfferichstraße 11 (1930–1936), następnie lokując go w willi z 1909 (proj. Fritz Drechsler) księgarza Artura Seemanna Villa Seemann przy Wächterstraße 32, która następnie przeszła w ręce kupieckiej rodziny Ury – Villa Ury (1937–1939). W 1938 konsulat miał swój udział w ratowaniu około 1300 polskich żydów w ramach Polenaktion. Pracę urzędu przerwał wybuch II wojny światowej. Następnie w obiekcie mieściła się miejscowa placówka – Referat Konsularny Polskiej Misji Repatriacyjnej (Polnische Mission für Repatriierung) (1946–1952), obiekt pełnił też rolę recepcyjną dla władz miasta (1952–2006).

### w okresie NRD
W 1972 przeniesiono do Lipska urząd działający dotychczas w Dreźnie (1958–1972), który pracował do momentu zjednoczenia Niemiec w 1990, m.in. w willi z 1924 przy Poetenweg 41 (1974–1981), nadając mu statut generalnego.
W konsulacie funkcjonowała komórka organizacyjna Grupy „Karpaty” MSW z siedzibą w Berlinie.

### w okresie RFN
Realizację zadań konsularnych kontynuowano też w tym mieście w latach 1990–2009, np. z siedzibą w wilii z 1924 (proj. Erich Becker) przy Poetenweg 51 (1997–2000), ostatnio przy Trufanowstraße 25. Okręg konsularny obejmował wówczas Saksonię i Turyngię.

## Instytut Polski
W Lipsku przy Markt 10 funkcjonuje Instytut Polski (Polnisches Institut) (1990–), który kontynuuje działalność Polskiego Centrum Kultury i Informacji (Polnischen Kultur- und informationzentrum) (1969–1990). Od 2009 jest filią podobnej placówki w Berlinie (Polnisches Institut Berlin / Filiale Leipzig).

## Kierownicy konsulatu
- 1923 – dr Konrad Krokowski, konsul
- 1923–1927 – Tytus Zbyszewski, konsul gen.
- 1927–1931 – dr Jerzy Adamkiewicz, konsul gen.
- 1931–1935 – dr Tadeusz Brzeziński, konsul
- 1935–1936 – Michał Czudowski, konsul
- 1936–1939 – Feliks Chiczewski, konsul gen.

- 1980–1982 – Zygmunt Radłowski, konsul gen.
- 1982–1985 – płk Wacław Szarszewski, konsul gen.[8]
- do 1992 – Witold Sędziwy
- 1996–1998 – Bogumił Król
- 1998–2003 – Jan Granat
- 2003–2007 – Ryszard Król, konsul gen.[9]
- 2007–2008 – Zbigniew Zaręba, konsul gen.